# Бурундук-Кая
Бурундук-Кая — гірський масив у Внутрішньому пасмі Кримських гір, на межиріччі Кучук-Карасу та Індолу. Висота до 738 метрів (г. Кубалач). Південні схили масиву стрімкі, північні — пологі. Складається з вапняків та мергелів. На вершині збереглись широколистяні ліси й чагарники (дуб скельний, граб східний, кизил, барбарис та інші), на галявинах — ксерофітні напівчагарники і степова рослинність.